# Крунисање
Крунисање или коронација је церемонија која означава предају владарских овлашћења стављањем круне на главу монарха. Монарх који прође церемонију крунисања је крунисан или окруњен. Осим самог чина постављања круне на главу монарха, крунисања церемонија хришћанских монарха често укључује помазање светим уљем. Монарху се током церемоније предаје и остатак регалије, на пример  и жезло. Сви ти предмети су од велике историјске и религијске важности.

## Крунисање и владарско право
Крунисање обично није потребно да би особа која је законски наследила трон владала или била сматрана законским монархом. Многи монарси или нису владали довољно дуго да организују крунидбену церемонију, или им крунисање није било омогућено, на пример за време окупације земље. Едвард V Јорк је владао само два месеца и није стигао да буде окруњен, али је несумњиво био монарх. Међутим, након аустроугарске нагодбе, односно успостављања дуалне монархије између Аустрије и Угарске, аустријски цар је морао да буде крунисан за мађарског краља да би могао да преузме власт над Угарском.

## Религиозни карактер крунисања
Крунисање је увек религиозног карактера, јер се веровало да су монарси изабрани да владају од стране самога Бога. У складу са идеологијом Божанског права краљева сматрало се да је круну монарху подарио сам Бог. Многи суверени и данас владају Милошћу Божијом (лат. Dei gratia).
Уз цара или краља обично је крунисана и његова супруга, иако супруг царице или краљице није крунисан осим ако и сам није проглашен монархом. Крунисане главе традиционално не присуствују крунисању друге особе. То је зато што крунисања церемонија укључује исказивање послушности новокрунисаном монарху, а монарси не исказују послушност другим монарсима који се сматрају њима једнакима. Са друге стране, папа је изнад краља, те стога краљеви и краљице могу да присуствују крунисању папе. Из истог разлога цареви и краљеви не присуствују крунисању својих супруга, јер су они као монарси виши од њих и не могу им исказати послушност.
Крунисање царева Светог римског царства и њихових супруга вршиле су папе, које су бирали цареви, све док Борба за инвеституру није окончала ову традиционалну везу цара и папе. Крунисање осталих католичких монарха врши највиши верски ауторитет у држави, док крунисање протестантских монарха који су најчешће сами највиши верски ауторитет у држави врши одређени надбискуп, на пример Надбискуп кентерберијски крунише британске монархе. Неки су монарси крунисали сами себе - то је био обичај код византијских царева и руских императора, те самопроглашених монарха попут француских царева из династије Бонапарте.
Крунисање се обично одржава у главној катедрали или најсветијој базилици у земљи. Енглески и британски монарси нису крунисани у катедрали јер она спада у подручје јурисдикције бискупа, већ у Вестминстерској опатији која је под директном јурисдикцијом британског монарха који је такође и врховни гувернер Цркве Енглеске. Француски краљеви су били крунисани у катедрали Нотр-Дам у Ремсу, а њихове супруге су биле крунисане у базилици Сен Дени.

## Крунисање данас
У хришћански краљевствима и царствима крунисање је некада била важна церемонија која је значила признавање и прихватање особе за законитог монарха. Крунисање као такво је опстало још само у Уједињеном Краљевству, где је монарх још увек формално крунисан. Монарси осталих земаља одрекли су се те церемоније и свој долазак на трон обележавају још једино много једноставнијом церемонијом устоличења.
Крунисање је у Норвешкој одбачено 1908. године и норвешки монарх отада само полаже заклетву. Међутим, по свом доласку на трон 1958. године краљ Улав V је желео да прими благослов Норвешке Цркве за своју владавину, па је уведена бенедикција. Та церемонија је много једноставнија, али укључује благослов Цркве и круна је истакнута на олтару. Краљ Харалд V и краљица Сонја су примили бенедикцију 1991. године. Иако није обавезна, верује са да ће и наредни норвешки монарси прихватати учешће у овој церемонији.
У Шведској монарх није крунисан још од 1873. године. Шпански монарси имају церемонију која се назива крунисањем, али током те церемоније круна се више не ставља на монархов главу, већ је само истакнута на олтару. Белгија, са друге стране, није никада ни имала круну, осим као појам хералдике.
Од 1305. до 1963. папе су биле крунисане папинском тијаром у базилици Светог Петра у Рим у. Последњи крунисани папа био је папа Павле VI. Следећа тројица папа - Јован Павле I, Јован Павле II и Бенедикт XVI - одбили су крунисање и заменили га устоличењем. Будући папа би, међутим, могао поново да организује традиционалну крунисање.
Прва снимљено крунисање било је крунисање руског цара Николаја II и његове супруге Александре, одржано 26. мај а 1896. године. Прво крунисање која се могло уживо гледати преко телевизије било је крунисање британске краљице Елизабете II. Њена крунисање је одржано 2. јуна 1953. године и преносио ју је Би-Би-Си, сматра се да је краљичино крунисање пратило 20 милиона гледалаца.